# Yağlıkçızade Mehmed Emin Pacha
 (janvier 2023).
Si vous disposez d'ouvrages ou d'articles de référence ou si vous connaissez des sites web de qualité traitant du thème abordé ici, merci de compléter l'article en donnant les références utiles à sa vérifiabilité et en les liant à la section « Notes et références ».
Yağlıkçızade Mehmed Emin Pacha, né en 1723 et exécuté en 1769, est un grand vizir de l’empire ottoman du 20 octobre 1768 au 12 août 1769.

## Biographie
Il est nommé Grand Vizir pendant la Guerre russo-turque de 1768-1774. Rendu responsable des défaites et suspecté de collusion avec l’empire russe, il est démis de ses fonctions dès le 12 août 1769 et exécuté avec ses complices supposés deux Phanariotes : Nicolas Şuţu le Grand Drogman de la Sublime Porte (1768-1769) et Grégoire Kallimachis, hospodar de Moldavie (1767-1769). 